# Швайнфурт
Шва́йнфурт, традиц. Шве́йнфурт (нем. Schweinfurt) — город земельного подчинения в Германии, расположен в земле Бавария, на правом берегу реки Майн, в 44 км восточнее Вюрцбурга.
Подчинён административному округу Нижняя Франкония. Население составляет 53 415 человек (на 31 декабря 2010 года). Занимает площадь 35,71 км². Официальный код — 09 6 62 000. Подразделяется на 15 городских районов.

## История
Известен с VIII века. В раннем средневековье — столица маркграфов Нордгау. После поражения Генриха Швейнфуртского в борьбе с королём Германии превратился в яблоко раздора между графами Геннеберга и епископами вюрцбургскими, которые поочерёдно разоряли его.
С 1254 до присоединения к Баварии в 1803 г. вольный город в составе Священной Римской империи. В XIII веке был окружён каменной стеной с воротами и башнями, некоторые отрезки которой сохранились. Укрепления города были модернизированы во время Тридцатилетней войны шведским королём Густавом Адольфом.
После разорения во время Второй маркграфской войны (1554) восстанавливался на протяжении полувека. В этот период были сооружены главные сохранившиеся достопримечательности, включая ратушу (1572) и церковь Иоанна Крестителя (1562). В 1652 г. четыре городских врача основали учреждение под названием Academia Curiosorum, ныне известное как Леопольдина.
Во время Второй мировой войны подшипниковые заводы сделали Швайнфурт одной из главных целей авианалётов союзников на территории Германии. В итоге город был полностью разрушен.

## Экономика
Швайнфурт издавна славился своим металлообрабатывающим производством. Сейчас здесь, в числе прочих, расположены предприятия по производству подшипников и велосипедных компонентов, в том числе таких компаний как,FAG, SKF, ZF Sachs,Bosch RexRoth,Frisenius. Ранее город также был центром выпуска парижской зелени, одно из названий которой — швайнфуртская зелень.
Около Швайнфурта расположена (до расформирования в 2014 году) американская военная база (англ. Schweinfurt Army Heliport) и атомная электростанция Графенрайнфельд.

## Население
По оценке на 31 декабря 2015 года население межрайонного города (городской общины) Швайнфурт составляет 51 969 чел. 

| Дата      | 1840 | 1871  | 1900  | 1925  | 1939  | 1950  | 1961  | 1970  | 1987  | 2011  |
| --------- | ---- | ----- | ----- | ----- | ----- | ----- | ----- | ----- | ----- | ----- |
| Население | 7766 | 10840 | 17401 | 36336 | 49302 | 46128 | 56923 | 58446 | 51962 | 52143 |

| Год       | 1960  | 1970  | 1980  | 1990  | 2000  | 2009  | 2010  | 2011  | 2012  | 2013  | 2014  | 2015  |
| --------- | ----- | ----- | ----- | ----- | ----- | ----- | ----- | ----- | ----- | ----- | ----- | ----- |
| Население | 56592 | 58215 | 52445 | 54483 | 54325 | 53533 | 53415 | 52118 | 52098 | 51851 | 51610 | 51969 |